# 타파누이

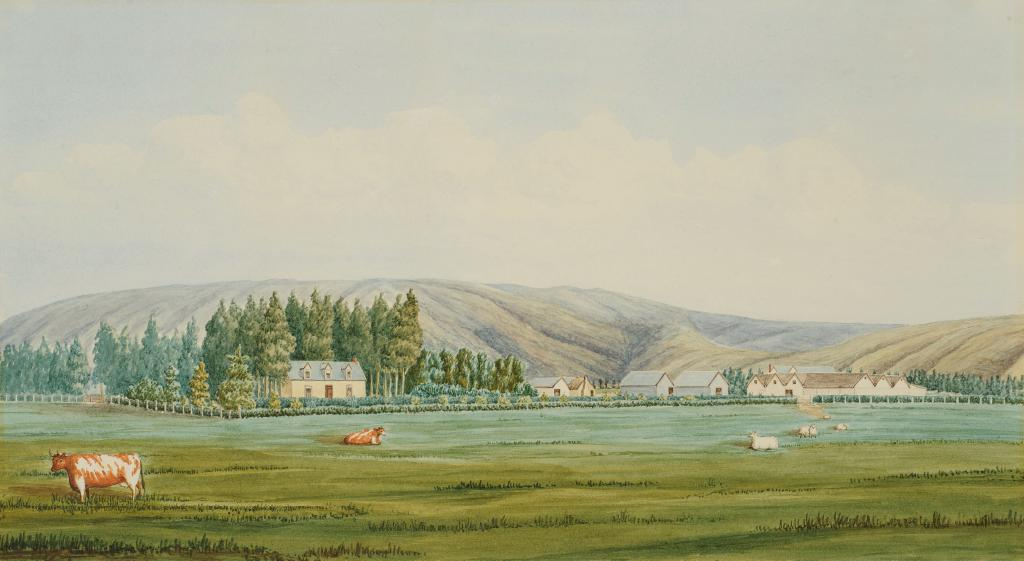

타파누이(Tapanui)는 뉴질랜드 오타고 지방의 서부에 있는 마을이다. 744명의 인구가 거주하고 있다(2006년 인구 조사 기준). 포마하카 강과 블루마운틴 산맥 사이에 위치한다. 거주민들은 사슴 사냥과 송어 낚시를 즐긴다. 1880년 건설된 철도가 1978년 홍수에 의한 피해로 폐쇄되었다. 블루 마운틴 칼리지라는 학교가 있다.